# LG그룹
LG그룹은 대한민국의 대규모 기업집단이다.

## 창업
창업주인 연암 구인회 회장은 1931년 경상남도 진주시에서 구인회상점이라는 상호명의 포목상을 창업하였다. 1940년 주식회사 구인상회로 발전, 사업 운수와 무역 등으로 사업이 확대되었다. 해방 이후 사업들을 모두 정리하고 부산으로 터전을 옮겼다. 당시 동생인 구철회(LIG그룹 초대 회장)와 함께 동업을 하였는데, 사업이 확장이 되면서 1941년 사돈관계에 있던 허만정(현재의 GS그룹) 김해 허씨 일가와 6대 4의 지분을 가지고 동업을 시작하였다. 1945년 해방이후에는 조선흥업사(朝鮮興業社)를 설립하였다.
1947년 LG그룹의 직접적인 모태인 락희화학공업사(현 LG화학), 1958년에 금성사(현 LG전자)가 설립되는 것으로 오늘날 LG그룹의 역사가 본격적으로 시작되었다. 창업주인 연암 구인회 회장은 국가에 기여하는 사업을 해야한다는 사명 하에 대한민국 최초 플라스틱 생산, TV 생산 등의 시장을 주도하는 선구적 기업으로 키워나갔다. 평소 구 회장은 인간 사이의 화합을 기원하는 인화라는 정신으로 경영을 하였는데, 이는 LG그룹의 경영이념이 되어 계열분리가 되기 전 세계적으로 전례를 찾아볼 수 없는 63년의 동업관계를 이끌어내기도 하였다. 세계적인 전자기업 필립스는 이러한 이념이 LG에 신뢰를 가지는 계기가 되었고, 이에 LG필립스를 공동으로 설립하였다고 밝힌 바 있다.

## 연혁

### 초창기 (1947 ~ 1969)
- 1947년 락희화학공업사(樂喜化學工業社,현 LG화학) 설립(화장품 제조업에 착수)
- 1947년 회사 최초의 생산 제품인 화장품 (럭키크림)을 생산
- 1952년 대한민국 최초로 플라스틱을 생산.
- 1953년 락희산업(현 LG상사) 설립
- 1954년 8월 대한민국 최초의 연고 치약인 '럭키 치약' 개발(대한민국 최초 합성수지 성형제품 생산개시).
- 1956년 락희화학공업사(현 LG화학), 대한민국 최초 PVC 파이프 생산.
- 1958년 금성사(현 LG전자) 설립
- 1962년 금성사(현 LG전자), 대한민국 최초로 서독 후어마이스터사와 <적산전력계의 시설 도입을 위한 500만 마르크 무보증 차관도입 계약> 체결.
- 1962년 락희(樂喜)비니루공업 설립
- 1964년 대한민국 최초 자동전화교환기 생산 개시.
- 1966년 대한민국 최초 흑백텔레비전 생산 개시
- 1967년 호남정유(현 GS칼텍스) 설립
- 1968년 한국콘티넨탈카본 설립
- 1969년 금성사(현 LG전자), 대한민국 최초로 펌프 개발 생산.
- 1969년 금성사(현 LG전자), 대한민국 최초 가스레인지 개발
- 1969년 호남정유(현 GS칼텍스) 여수공장 준공
- 1969년 금성(金星)통신 (현 LG전자) 설립
- 1969년 락희개발 (현 GS건설) 설립
- 1969년 락희화학공업사(현 LG화학) 민간기업 최초로 기업공개
- 1969년 LG그룹 창업주 연암 구인회 회장 별세

### 성장기 (1970 ~ 2005)
- 1970년 제 2대 상남 구자경 회장 취임
- 1970년 세방석유를 설립
- 1970년 반도상사 (현 LF), 의류공장 준공
- 1970년 금성사 (현 LG전자) 전자업계 최초로 기업공개
- 1970년 범한화재해상보험 (현 KB손해보험) 인수
- 1970년 금성 알프스전자 (현 LG이노텍) 설립
- 1973년 국제증권 (현 NH투자증권) 설립
- 1974년 주식회사 럭키로 상호 변경(럭키그룹으로 호칭)
- 1974년 반도패션 (현 LF), 의류업에 진출
- 1974년 금성계전 (현 LS산전) 설립
- 1976년 반도상사 (현 LG상사), <1억불 수출의 탑> 및 <동탑산업훈장>수훈.
- 1977년 금성사 (현 LG전자), 대한민국 최초로 전자식 금전등록기 생산.
- 1978년 금성통신, 대한민국 최초로 MFC식(전자교환기용) 전화기 개발
- 1979년 금성반도체 (구 LG반도체, 1999년 현대전자에 매각) 설립
- 1980년 희성산업 (현 GS리테일), 럭키체인(주) 흡수 합병
- 1981년 연암공업전문대학 (현 연암공업대학) 설립.
- 1981년 금성사 (현 LG전자), 칼라 VTR를 생산.
- 1981년 호남정유 (현 GS칼텍스), 제1원유부두를 준공.
- 1981년 서울 여의도 신사옥 <트윈타워> 기공식
- 1982년 금성사 (현 LG전자), 국내 최초로 8시간용 VCR 개발.
- 1982년 금성투자금융 (현 하나은행) 설립.
- 1982년 금성사와 럭키그룹이 합해졌다.

- 1983년 그룹 명칭을 럭키금성그룹으로 변경.[3]
- 1983년 럭키 (현 LG화학), 대한민국 최초로 엔지니어링 플라스틱 개발.
- 1983년 금성사 (현 LG전자), 메트릭스 프린터를 개발.
- 1983년 금성사 (현 LG전자), 디자인연구소과 시험연구소를 설립.
- 1983년 금성사 (현 LG전자), 25주년을 맞아 CI를 심볼마크, 로고타입 수정.
- 1983년 럭키 (현 LG화학), 인도지사 설립.
- 1983년 금성하니웰 (현 LG엔시스), 국내 최초 UNIX사업 개시.
- 1983년 한국마이크로닉스 (현 LG마이크론) 설립.
- 1983년 럭키금성 황소 축구단 (현 FC 서울) 창단.
- 1983년 금성사 (현 LG전자), 전자교환시절 1만회선 개통.
- 1984년 회장단 개편 (통할부회장 허준구, 부회장 구평회, 허신구 취임).
- 1984년 금성반도체, 미국 일본에 이어 세계 3번째로 CMOS게이트어레이 제조공정 개발.
- 1984년 럭키개발 (현 GS건설), 사우디아라비아 킹사우드대학 건설공사 준공.
- 1984년 럭키금성 황소 씨름단 창단.
- 1986년 럭키경제연구소 (현 LG경제연구소) 설립
- 1987년 STM (현 LG CNS) 설립
- 1987년 금성히타치시스템 (현 LG히타치) 설립
- 1988년 럭키화재해상보험 (현 KB손해보험) 설립
- 1989년 금성일렉트론 (1999년 현대전자에 매각) 설립
- 1989년 안진제약 (현 LG화학) 인수
- 1990년 럭키제약 (현 LG화학) 사명 변경
- 1990년 럭키금성 프로야구단 LG 트윈스 창단
- 1994년 LG백화점 (현 롯데백화점) 설립
- 1994년 한국홈쇼핑 (현 GS홈쇼핑) 설립
- 1995년 LG그룹 시무식에서, 구자경 회장은 "비장한 각오로 많은 부담을 무릅쓰고 그룹의 명칭을 바꾸는 결단을 내렸다"고 발표했다. 지난 36년 동안 사용되어 온 "럭키금성"이 역사 속으로 사라지는 순간이었다. 구자경 회장이 마지막으로 연 시무식은 "럭키금성"에서 "LG그룹"으로 바뀌었으며, 그룹 로고도 젊은 기업, 국제화된 기업 이미지를 위해 럭키의 "L"과 금성의 "G"를 합쳐 원 안에 "LG"라는 글자로 신라의 미소를 본따 웃는 얼굴을 형상화한 지금의 형태로 교체되었다. 그리고 이 로고는 영국 왕립 예술 학교에서 가장 아름다운 기업의 로고라고 극찬 받은바가 있다.[4]
- 1995년 2월 제 3대 화담 구본무 회장 취임
- 1995년 미국 최대 전자기업인 제니스 일렉트로닉스 인수
- 1995년 LG화재 (현 KB손해보험) 설립 (럭키화재해상보험 사명 변경)
- 1996년 LG텔레콤 (현 LG유플러스) 설립
- 1996년 LG마트 (현 롯데마트) 1호점(고양점) 개점
- 1996년 LG에너지 설립
- 1997년 창원 LG 세이커스 프로농구단 창단
- 1999년 현대전자에 LG반도체 매각
- 1999년 LG화재(현 KB손해보험), LG그룹으로부터 계열 분할 인가
- 2000년 데이콤 계열 편입
- 2001년 국내 재계서열 상위 20위권에서 상위 5위권으로 오름
- 2002년 파워콤 (현 LG유플러스) 계열편입
- 2003년 LG그룹에서 전선과 금속 부문이 LS그룹으로 분리
- 2003년 LG그룹, 지주회사 체제로 전환
- 2003년 LG필립스LCD (현 LG디스플레이), 세계 1위로 선정.
- 2004년 LG카드, LG그룹으로부터 계열 분할 인가
- 2004년 LG투자증권 (현 NH투자증권) 계열 분할
- 2004년 LG에 분할 GS홀딩스 출범

### LG, GS그룹과 LS그룹 계열 분할 이후 (2005 ~ 현재)
- 2005년 GS칼텍스(LG칼텍스정유), GS홈쇼핑(LG홈쇼핑), GS건설(LG건설), GS리테일(LG유통) 등 15개 계열사로 새로 GS그룹을 만들어 LG그룹에서 계열 분할.
- 2005년 GS 허창수 회장, LS 구자홍 회장 취임.
- 2005년 LG전자, 세계 최초 DMB노트북 출시.
- 2005년 LG생명과학, 젖소 유방염 백신 개발.
- 2005년 LG전자, 노텔과 통신장비 합작법인 설립.
- 2005년 LG필립스 LCD, 경기도 파주에 `LG로` 개통.
- 2005년 LG전자, 세계 최초 WCDMA 지상파 DMB폰 개발 LG전자, 세계 최대 15 kg 스팀 트롬 출시.
- 2005년 LG전자, 싸이언 위성 DMB폰 출시.
- 2009년 HS애드등 20여 계열사등 자회사를 편입.
- 2010년 LG데이콤, LG파워콤, LG텔레콤 등에서 통합LG텔레콤으로 합병.
- 2010년 7월 1일 통합LG텔레콤에서 LG유플러스로 사명 변경.
- 2015년 범한판토스(現판토스)를 LG상사의 자회사로 편입
- 2015년 국내 기업 재계 6위 (공기업 포함)

재계 4위 (공기업 제외)이다.
- 2018년 화담 구본무 회장 별세, 제4대 구광모 회장 취임
- 2019년 12월 14일 상남 구자경 명예회장 별세
- 2020년 12월 1일 LG화학 배터리사업 분사로 LG에너지솔루션이 출범
- 2021년 5월 1일 LG 지주회사, LX홀딩스 4개사로 분활
- 2021년 7월 1일 LG전자 전기차사업 분사로 LG마그나 이파워트레인이 출범
- 2021년 7월 31일 스마트폰 사업 철수

## 역대 총수
- 초대 구인회 회장 : 1947년 1월 5일 ~ 1969년 12월 31일
- 2대 구자경 회장 : 1970년 1월 1일 ~ 2019년 12월 14일
- 3대 구본무 회장 : 1995년 2월 22일 ~ 2018년 5월 20일
- 4대 구광모 회장 : 2018년 6월 29일 ~ 현재

## 법인단위 경영과 지주회사
LG그룹은 1997년 계열사 간 상호의존적 결합 방식을 버리고 법인 단위의 책임경영체제를 도입하였다. 2003년에는 GS그룹을 계열 분리시키면서 매출 감소가 예상되자 재계에서 처음으로 지주회사 체제로 과감히 전환했다. LG그룹은 기존 사업을 적극적으로 구조조정하여 경쟁력을 확보했다. LG그룹의 지주회사로의 변화는 계열사 간 중복투자를 줄여 조직을 날렵하게 만들어주고 각 계열사가 출자 등 복잡한 문제를 지주회사에 맡길 수 있게 되어 생산성과 집중력을 높여주었다.

## 계열사
- LG-TOSTEM

| 지주회사 |
| LG |
| 전자 부문 |
| LG전자 - LG디스플레이 - LG이노텍 - 하이프라자 - 로보스타 - 하이엔텍 - 하이엠솔루텍 - LG히타치워터솔루션 - 이노싱크 - 하이텔레서비스 - 에이스냉동공조 - LG마그나 이파워트레인 |
| 화학 부문 |
| LG화학 - 씨텍 |
| 팜한농 |
| LG생활건강(SBS/JTBC) - 코카-콜라 음료 - 해태htb - 더페이스샵 - 태극제약 - LG유니참                                                                                           |
| 통신·서비스 부문 |
| LG유플러스 - 미디어로그 |
| LG헬로비전 |
| LG CNS - 유세스파트너스 - 비즈테크파트너스 |
| LG에너지솔루션 |
| 금융자동화시스템 |
| LG 경영개발원 - LG인화원 - LG경영연구원 |
| HSAD |
| 사회공헌 부문 |
| LG공익재단 - LG연암문화재단 - LG복지재단 - LG연암학원 - LG상록재단 - LG상남언론재단                                                                                          |
| 스포츠 부문 |
| LG스포츠 - LG 트윈스 - 창원 LG 세이커스 |

## 과거 계열사
- LG하우시스 (현 LX하우시스)
- GS홀딩스
- LG칼텍스정유 (현 GS칼텍스)
- LG건설 (현 GS건설)
- LG홈쇼핑 (현 GS SHOP)
- LG파워 (현 GS파워)
- LG에너지 (현 GS EPS)
- 아워홈
- 금성투자금융 (현 하나은행)
- LG패션 (현 LF)
- LG반도체 (현 SK하이닉스)
- LG카드 (현 신한카드)
- 서브원
- LG투자증권 (현 NH투자증권)
- LG화재 (현 KB손해보험)
- LG실트론 (현 SK실트론)
- 한국엘겡하드 (현 희성촉매)
- 상농기업 (현 희성전자)
- 원광 (현 희성화학)
- 진광전기 (현 LT정밀)

## CI
LG의 로고는 영어 L자와 G자를 합성한 것이다.
|                                                              |
| 1995년 LG그룹 출범과 함께 도입된 CI로 2014년까지 사용되었다. |

| |
| 2015년부터 사용중인 CI로 심볼마크는 변화가 없으나 서체가 LG스마트체로 변경되었으며, 서체 크기도 전보다 커졌다. |

이전의 럭키금성 시절에는 럭키를 상징하는 영문 'L'을 물결모양으로 하였던 로고와 금성사의 왕관 로고를 조합하여 럭키와 금성이 하나의 회사임을 의미하였던 로고로 1995년까지 사용하였다. 럭키의 경우 단독으로 L자 물결 로고를 사용하였고 금성사는 왕관 로고에 금성이라는 서체를 사용하였던 단독 로고였다가 1995년 LG로 사명을 변경하면서 LG 로고로 통합하였다.
2005년에 GS그룹이 분리독립되었을 때도 그대로 사용하고 있다.

## 브랜드 슬로건
기업의 핵심가치를 표현하는 브랜드 슬로건으로 `Think New'(2005)는 LG그룹의 브랜드 슬로건이다. 지난 `생각의 힘을 믿습니다'(2004), `고객과 함께 LG와 함께'(2002), `밀레니엄 드림'(1999), `사랑해요 LG'(1995) 등의 브랜드슬로건의 유연한 이미지를 지속적으로 보여준다.
한편 LG전자는 '기술이 깊을수록 사랑입니다'라는 브랜드슬로건으로 기업의 이미지를 부각시킨바있다.

## 기타 사항
전용기
LG그룹은 걸프스트림 항공우주의 G550기를 소유한다.
매출 관련
2021년에는 113년 전통의 미국 월풀을 제치고 글로벌 가전 부문 매출 27.2조원을 달성하며 단일 브랜드 기준 세계 1위 브랜드라는 기염을 토했다.

## 같이 보기
- GS그룹
- LS그룹
- LIG그룹
- LX그룹
- 대한민국의 기업 목록